# Homespun Folks
Homespun Folks (o Home Spun Folks) è un film muto del 1920 diretto da John Griffith Wray.

## Produzione
Il film fu prodotto dalla Thomas H. Ince Corporation.

## Distribuzione
Il copyright del film, richiesto da Thomas H. Ince, fu registrato il 14 settembre 1920 con il numero LP15542.
Distribuito dalla Associated Producers Inc., il film uscì nelle sale cinematografiche degli Stati Uniti il 12 settembre 1920.